# Liste der Bodendenkmale in Riede (Landkreis Verden)
In der Liste der Bodendenkmale in Riede sind die Bodendenkmale der niedersächsischen Gemeinde Riede (Landkreis Verden) aufgeführt. Die Quelle ist der Denkmalatlas Niedersachsen. 

Riede im Landkreis Verden

Der Stand der Liste ist der 8. Januar 2025.

## Allgemein
In den Spalten finden sich folgende Informationen des Bodendenkmales:
Lagegeographische Koordinaten
BezeichnungBezeichnung lt. Denkmalatlas
BeschreibungBeschreibung lt. Denkmalatlas
IDObjekt-ID
BildBild, ggf. zusätzlich mit Link zu weiteren Fotos im Medienarchiv Wikimedia Commons.

## Riede
| Lage                        | Bezeichnung    | Beschreibung | ID       | Bild |
| --------------------------- | -------------- | --- | -------- | ---- |
| 53° 0′ 10″ N, 8° 56′ 18″ O  | Riede 18, Wurt | Annähernd Oval, SO-NW Orientierung, Fläche 60 × 50 m und Höhe ca. 1 m. Modern überbaut. Frühe Erwähnungen in der Karte Kurhannoversche Landesaufnahme von 1771, Blatt 36, mit einem Gehöft dargestellt. Funde und Alter nicht bekannt. | 37582192 | BW   |
| 52° 59′ 45″ N, 8° 56′ 40″ O | Riede 19, Wurt | Ungefähr rechteckig, NNW-SSO Orientierung, Fläche 120 × 80 m und Höhe ca. 1 m. Modern überbaut. Frühe Erwähnungen in der Karte Kurhannoversche Landesaufnahme von 1771, Blatt 36, mit einem Gehöft dargestellt. Funde und Alter nicht bekannt. | 37582239 | BW   |
| 52° 59′ 31″ N, 8° 56′ 25″ O | Riede 20, Wurt | Ungefähr rechteckig, N-S Orientierung, Fläche 120 × 65 m und Höhe ca. 1 m. Modern überbaut. Frühe Erwähnungen in der Karte Kurhannoversche Landesaufnahme von 1771, Blatt 36, mit einem Gehöft dargestellt. Funde und Alter nicht bekannt. | 37582252 | BW   |
| 52° 58′ 12″ N, 8° 56′ 35″ O | Riede 21, Wurt | Ungefähr rechteckig, W-O Orientierung, Fläche 85 × 55 m und Höhe ca. 0,7 m. Modern überbaut. Erstmals 1340 erwähnt. In der Karte Kurhannoversche Landesaufnahme von 1771, Blatt 36, mit einem Gehöft dargestellt. Funde und Alter nicht bekannt. | 37585410 | BW   |
| 52° 58′ 14″ N, 8° 56′ 33″ O | Riede 22, Wurt | Ungefähr rechteckig, W-O Orientierung, Fläche 90 × 40 m und Höhe ca. 0,7 m. Modern überbaut. In der Karte Kurhannoversche Landesaufnahme von 1771, Blatt 36, mit einem Gehöft dargestellt. Funde und Alter nicht bekannt. | 37585444 | BW   |
| 52° 58′ 16″ N, 8° 56′ 31″ O | Riede 23, Wurt | Ungefähr rund, W-O Orientierung, Fläche 60 × 55 m und Höhe ca. 0,8 m. Modern überbaut. Erstmals 1340 erwähnt. In der Karte Kurhannoversche Landesaufnahme von 1771, Blatt 36, mit einem Gehöft dargestellt. Funde und Alter nicht bekannt. | 37585484 | BW   |
| 52° 58′ 17″ N, 8° 56′ 34″ O | Riede 24, Wurt | Ungefähr rechteckig, W-O Orientierung, Fläche 60 × 30 m und Höhe ca. 0,7 m. Modern überbaut. Erstmals 1580 erwähnt. In der Karte Kurhannoversche Landesaufnahme von 1771, Blatt 36, mit einem Gehöft dargestellt. Funde und Alter nicht bekannt. | 37585538 | BW   |
| 52° 58′ 20″ N, 8° 56′ 35″ O | Riede 25, Wurt | Ungefähr oval, W-O Orientierung, Fläche 65 × 45 m und Höhe ca. 0,7 m. Modern überbaut. Erstmals 1633 erwähnt. In der Karte Kurhannoversche Landesaufnahme von 1771, Blatt 36, mit einem Gehöft dargestellt. Funde und Alter nicht bekannt. | 37585637 | BW   |
| 52° 58′ 23″ N, 8° 56′ 33″ O | Riede 27, Wurt | Ungefähr oval, NO-SW Orientierung, Fläche 50 × 35 m und Höhe ca. 0,7 m. Modern überbaut. Erstmals 1633 erwähnt. In der Karte Kurhannoversche Landesaufnahme von 1771, Blatt 36, mit einem Gehöft dargestellt. Funde und Alter nicht bekannt. | 37585727 | BW   |
| 52° 58′ 23″ N, 8° 56′ 30″ O | Riede 28, Wurt | Ungefähr oval, N-S Orientierung, Fläche 45 × 30 m und Höhe ca. 0,5 m. Modern überbaut. Erstmals 1633 erwähnt. In der Karte Kurhannoversche Landesaufnahme von 1771, Blatt 36, mit einem Gehöft dargestellt. Funde und Alter nicht bekannt. | 37586229 | BW   |
| 52° 58′ 23″ N, 8° 56′ 26″ O | Riede 29, Wurt | Ungefähr oval, O-W Orientierung, Fläche 45 × 35 m und Höhe ca. 0,5 m. Modern überbaut. Erstmals 1628 erwähnt. In der Karte Kurhannoversche Landesaufnahme von 1771, Blatt 36, mit einem Gehöft dargestellt. Funde und Alter nicht bekannt. | 37586281 | BW   |
| 52° 58′ 16″ N, 8° 56′ 13″ O | Riede 31, Wurt | Ungefähr oval, N-S Orientierung, Fläche 80 × 60 m und Höhe ca. 0,5 m. Modern überbaut. Erstmals 1680 erwähnt. In der Karte Kurhannoversche Landesaufnahme von 1771, Blatt 36, mit einem Gehöft dargestellt. Funde und Alter nicht bekannt. | 37586535 | BW   |
| 52° 58′ 12″ N, 8° 56′ 15″ O | Riede 32, Wurt | Ungefähr oval, N-S Orientierung, Fläche 100 × 70 m und Höhe ca. 0,5 m. Modern überbaut. Erstmals 1370 erwähnt. In der Karte Kurhannoversche Landesaufnahme von 1771, Blatt 36, mit einem Gehöft dargestellt. Funde und Alter nicht bekannt. | 37586603 | BW   |
| 52° 58′ 7″ N, 8° 56′ 11″ O  | Riede 33, Wurt | Ungefähr oval, O-W Orientierung, Fläche 85 × 55 m und Höhe ca. 0,5 m. Modern überbaut. Erstmals 1340 erwähnt. In der Karte Kurhannoversche Landesaufnahme von 1771, Blatt 36, mit einem Gehöft dargestellt. Funde und Alter nicht bekannt. | 37586648 | BW   |
| 52° 58′ 4″ N, 8° 56′ 12″ O  | Riede 34, Wurt | Ungefähr oval, O-W Orientierung, Fläche 80 × 50 m und Höhe ca. 0,5 m. Modern überbaut. Erstmals 1340 unter dem Namen „Purrenhagens Hof“ erwähnt. In der Karte Kurhannoversche Landesaufnahme von 1771, Blatt 36, mit einem Gehöft dargestellt. Funde und Alter nicht bekannt.                                                                                     | 37586790 | BW   |
| 52° 58′ 5″ N, 8° 56′ 17″ O  | Riede 35, Wurt | Ungefähr oval, O-W Orientierung, Fläche 80 × 55 m und Höhe ca. 0,3 m. Modern überbaut. Erstmals 1644 erwähnt. In der Karte Kurhannoversche Landesaufnahme von 1771, Blatt 36, mit einem Gehöft dargestellt. Funde und Alter nicht bekannt. | 37586852 | BW   |
| 52° 58′ 7″ N, 8° 56′ 20″ O  | Riede 36, Wurt | Ungefähr oval, N-S Orientierung, Fläche 60 × 40 m und Höhe ca. 0,5 m. Modern überbaut. Erstmals 1370 erwähnt. In der Karte Kurhannoversche Landesaufnahme von 1771, Blatt 36, mit einem Gehöft dargestellt. Funde und Alter nicht bekannt. | 37586914 | BW   |
| 52° 58′ 2″ N, 8° 56′ 18″ O  | Riede 37, Wurt | Ungefähr rund, Durchmesser ca. 70 m und Höhe ca. 0,5 m. Modern überbaut. Erstmals 1230 erwähnt. In der Karte Kurhannoversche Landesaufnahme von 1771, Blatt 36, mit einem Gehöft dargestellt. Funde und Alter nicht bekannt. | 37586993 | BW   |
| 52° 58′ 1″ N, 8° 56′ 30″ O  | Riede 39, Wurt | Ungefähr rechteckig, W-O Orientierung, Fläche 50 × 35 m und Höhe ca. 0,3 m. Modern überbaut. Erstmals 1796 erwähnt. In der Karte Kurhannoversche Landesaufnahme von 1771, Blatt 36, mit einem Gehöft dargestellt. Funde und Alter nicht bekannt. | 37587096 | BW   |
| 52° 58′ 6″ N, 8° 56′ 42″ O  | Riede 40, Wurt | Ungefähr oval, W-O Orientierung, Fläche 60 × 40 m und Höhe ca. 0,3 m. Modern überbaut. Erstmals 1656 erwähnt. In der Karte Kurhannoversche Landesaufnahme von 1771, Blatt 36, mit einem Gehöft dargestellt. Funde und Alter nicht bekannt. | 37587229 | BW   |
| 52° 58′ 10″ N, 8° 56′ 39″ O | Riede 41, Wurt | Ungefähr oval, W-O Orientierung, Fläche 60 × 40 m und Höhe ca. 0,8 m. Modern überbaut. Erstmals 1630 erwähnt. In der Karte Kurhannoversche Landesaufnahme von 1771, Blatt 36, mit einem Gehöft dargestellt. Funde und Alter nicht bekannt. | 37587327 | BW   |
| 52° 58′ 17″ N, 8° 54′ 51″ O | Riede 42, Wurt | Ungefähr oval, N-S Orientierung, Fläche 100 × 65 m und Höhe ca. 0,5 m. Modern überbaut. Frühe Erwähnungen in der Karte Kurhannoversche Landesaufnahme von 1771, Blatt 36, mit einem Gehöft dargestellt. Funde und Alter nicht bekannt. | 37590038 | BW   |
| 52° 58′ 44″ N, 8° 57′ 12″ O | Riede 43, Wurt | Ungefähr rechteckig, W-O Orientierung, Fläche 125 × 70 m und Höhe ca. 0,7 m. Modern überbaut. Erstmals 1447 erwähnt. In der Karte Kurhannoversche Landesaufnahme von 1771, Blatt 36, mit einem Gehöft dargestellt. Funde und Alter nicht bekannt. | 37590177 | BW   |
| 52° 58′ 39″ N, 8° 57′ 15″ O | Riede 44, Wurt | Unförmig, W-O Orientierung, Fläche 125 × 100 m und Höhe ca. 1 m. Modern überbaut. Frühe Erwähnungen in der Karte Kurhannoversche Landesaufnahme von 1771, Blatt 36, mit einem Gehöft dargestellt. Funde und Alter nicht bekannt. | 37590190 | BW   |
| 52° 58′ 18″ N, 8° 57′ 22″ O | Riede 47, Wurt | Ungefähr rechteckig, NO-SW Orientierung, Fläche 45 × 40 m und Höhe ca. 0,6 m. Modern überbaut. Erstmals 1784 erwähnt. In der Karte Kurhannoversche Landesaufnahme von 1771, Blatt 36, mit einem Gehöft dargestellt. Funde und Alter nicht bekannt. | 37590981 | BW   |
| 52° 58′ 13″ N, 8° 57′ 1″ O  | Riede 48, Wurt | Ungefähr oval, NW-SO Orientierung, Fläche 80 × 55 m und Höhe ca. 0,7 m. Modern überbaut. Erstmals 1662 erwähnt. In der Karte Kurhannoversche Landesaufnahme von 1771, Blatt 36, mit einem Gehöft dargestellt. Funde und Alter nicht bekannt. | 37591017 | BW   |
| 52° 58′ 9″ N, 8° 57′ 27″ O  | Riede 49, Wurt | Ungefähr oval, WNW-OSO Orientierung, Fläche 50 × 30 m und Höhe ca. 0,6 m. Modern überbaut. Erstmals 1659 erwähnt. In der Karte Kurhannoversche Landesaufnahme von 1771, Blatt 36, mit einem Gehöft dargestellt. Funde und Alter nicht bekannt. | 37591065 | BW   |
| 52° 58′ 5″ N, 8° 57′ 25″ O  | Riede 53, Wurt | Ungefähr rund, Durchmesser 80 m und Höhe ca. 0,4 m. Modern überbaut. Erstmals 1659 erwähnt. In der Karte Kurhannoversche Landesaufnahme von 1771, Blatt 36, mit einem Gehöft dargestellt. Funde und Alter nicht bekannt. | 37591173 | BW   |
| 52° 58′ 1″ N, 8° 57′ 11″ O  | Riede 54, Wurt | Ungefähr oval, NNW-SSO Orientierung, Fläche 120 × 75 m und Höhe ca. 0,5 m. Modern überbaut. Erstmals 1519 erwähnt. In der Karte Kurhannoversche Landesaufnahme von 1771, Blatt 36, mit einem Gehöft dargestellt. Funde und Alter nicht bekannt. | 37591203 | BW   |
| 52° 57′ 56″ N, 8° 56′ 17″ O | Riede 60, Wurt | Länglich, N-S Orientierung, Fläche 80 × 40 m und Höhe ca. 0,3 m. Modern überbaut. Möglicherweise erstmals 1519 erwähnt. In der Karte Kurhannoversche Landesaufnahme von 1771, Blatt 36, mit einem Gehöft dargestellt. Funde und Alter nicht bekannt. | 37592009 | BW   |
| 52° 57′ 46″ N, 8° 55′ 53″ O | Riede 61, Wurt | Fast dreieckig, NW-SO Orientierung, Fläche 65 × 60 m und Höhe ca. 0,3 m. Modern überbaut. Erstmals 1519 erwähnt. In der Karte Kurhannoversche Landesaufnahme von 1771, Blatt 36, mit einem Gehöft dargestellt. Funde und Alter nicht bekannt. | 37592017 | BW   |
| 52° 57′ 46″ N, 8° 55′ 48″ O | Riede 62, Wurt | Ungefähr rechteckig, NW-SO Orientierung, Fläche 65 × 60 m und Höhe ca. 0,3 m. Modern überbaut. Erstmals 1651 erwähnt. In der Karte Kurhannoversche Landesaufnahme von 1771, Blatt 36, mit einem Gehöft dargestellt. Funde und Alter nicht bekannt. | 37592025 | BW   |
| 52° 57′ 48″ N, 8° 55′ 42″ O | Riede 63, Wurt | Ungefähr rechteckig, NW-SO Orientierung, Fläche 70 × 40 m und Höhe ca. 0,8 m. Modern überbaut. Möglicherweise erstmals 1519 erwähnt. In der Karte Kurhannoversche Landesaufnahme von 1771, Blatt 36, mit einem Gehöft dargestellt. Funde und Alter nicht bekannt.                                                                                                 | 37592033 | BW   |
| 52° 57′ 54″ N, 8° 55′ 37″ O | Riede 64, Wurt | Ungefähr oval, NNW-SSO Orientierung, Fläche 80 × 50 m und Höhe ca. 0,4 m. Modern überbaut. Möglicherweise erstmals 1739 erwähnt. In der Karte Kurhannoversche Landesaufnahme von 1771, Blatt 36, mit einem Gehöft dargestellt. Funde und Alter nicht bekannt. | 37592042 | BW   |
| 52° 57′ 42″ N, 8° 55′ 49″ O | Riede 65, Wurt | Länglich, N-S Orientierung, Fläche 125 × 60 m und Höhe ca. 0,4 m. Modern überbaut. Möglicherweise erstmals 1786 erwähnt. In der Karte Kurhannoversche Landesaufnahme von 1771, Blatt 36, mit einem Gehöft dargestellt. Funde und Alter nicht bekannt. | 37592050 | BW   |
| 52° 57′ 37″ N, 8° 58′ 1″ O  | Riede 66, Wurt | Länglich, W-O Orientierung, Fläche 145 × 80 m und Höhe ca. 0,3 m. Modern überbaut. Erstmals 1519 erwähnt. In der Karte Kurhannoversche Landesaufnahme von 1771, Blatt 36, mit einem Gehöft dargestellt. Funde und Alter nicht bekannt. | 37652463 | BW   |
| 52° 57′ 13″ N, 8° 58′ 10″ O | Riede 68, Wurt | Ehemals wohl oval ist heute aber im westlichen Teil durch einen Teich abgetragen und somit nur noch halbrund erhalten, N-S Orientierung, Fläche 85 × 70 m und Höhe ca. 0,5 m. Modern überbaut. Möglicherweise erstmals 1591 erwähnt. In der Karte Kurhannoversche Landesaufnahme von 1771, Blatt 36, mit einem Gehöft dargestellt. Funde und Alter nicht bekannt. | 37652702 | BW   |
| 52° 57′ 44″ N, 8° 55′ 57″ O | Riede 69, Wurt | Oval, NO-SW Orientierung, Fläche 50 × 40 m und Höhe ca. 0,3 m. Modern überbaut. Möglicherweise erstmals 1585 erwähnt. In der Karte Kurhannoversche Landesaufnahme von 1771, Blatt 36, mit einem Gehöft dargestellt. Funde und Alter nicht bekannt. | 37652776 | BW   |
| 52° 57′ 35″ N, 8° 55′ 50″ O | Riede 71, Wurt | Oval, N-S Orientierung, Fläche 100 × 45 m und Höhe ca. 0,3 m. Modern überbaut. Möglicherweise erstmals 1786 erwähnt. In der Karte Kurhannoversche Landesaufnahme von 1771, Blatt 36, mit einem Gehöft dargestellt. Funde und Alter nicht bekannt. | 37652966 | BW   |
| 52° 58′ 16″ N, 8° 56′ 38″ O | Riede 73, Wurt | Nahezu rechteckig, W-O Orientierung, Fläche 50 × 35 m und Höhe ca. 0,6 m. Modern überbaut. Erstmals 1678 erwähnt. In der Karte Kurhannoversche Landesaufnahme von 1771, Blatt 36, mit einem Gehöft dargestellt. Funde und Alter nicht bekannt. | 37653022 | BW   |